# جنسن ۵۴۱اس

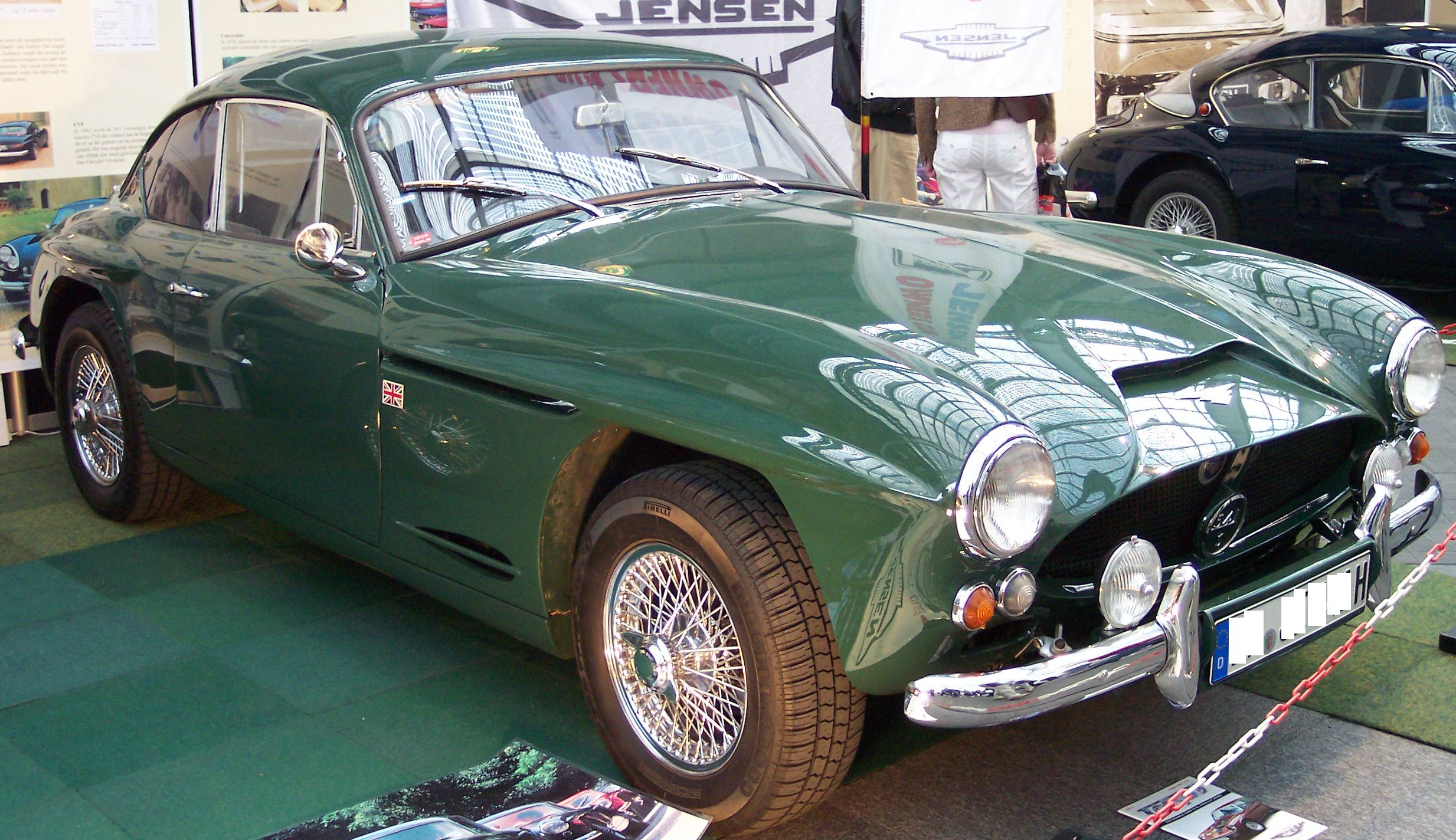

جنسن ۵۴۱اس (Jensen ۵۴۱S) خودرویی است که در سال‌های ۱۹۶۰ تا ۱۹۶۳ ۱۲۷ made توسط شرکت انگلیسی جنسن موتورز تولید شده‌است.
این خودرو در کلاس خودرو GT قرار گرفته و طول آن در حالت طبیعی ۱۷۸ اینچ (۴٬۵۲۱ میلیمتر) و  عرض آن در حالت طبیعی ۶۷ اینچ (۱٬۷۰۲ میلیمتر)  است. سیستم جعبه‌دندهٔ آن ۴ دنده به دو صورت خودکار و دستی است.

## نگارخانه

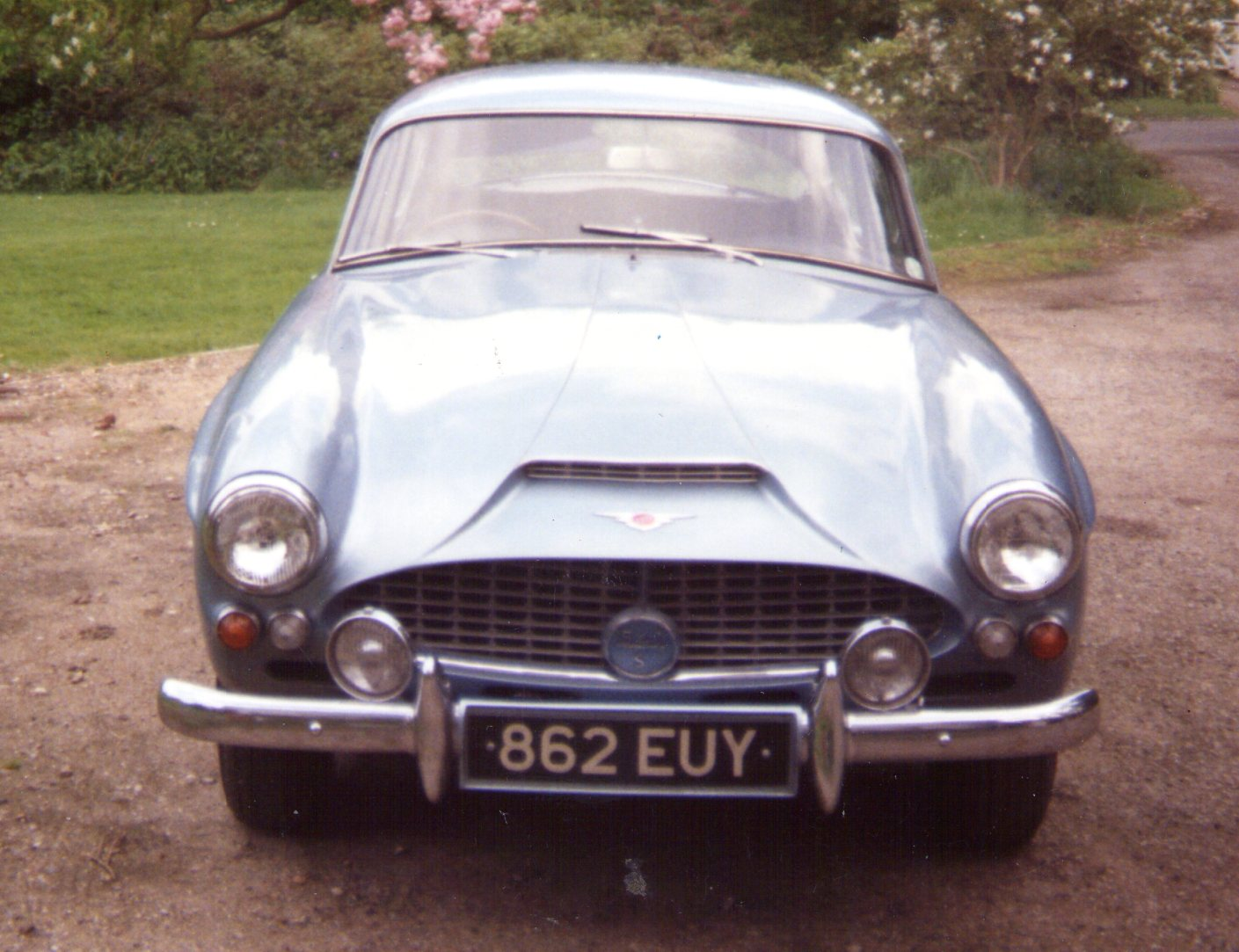
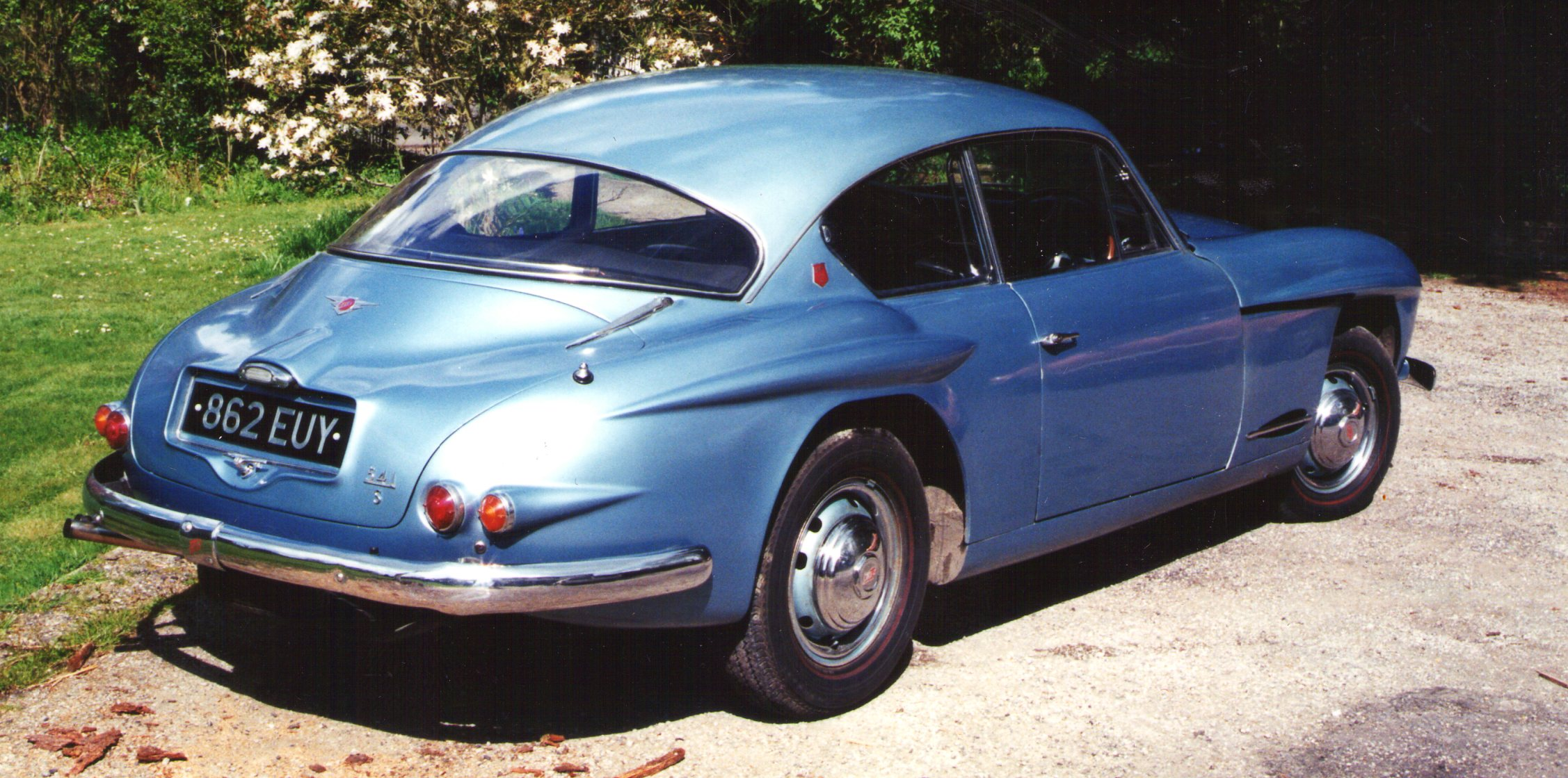